# Juan Pablo Fernández
Juan Pablo Fernández (n. 30 de septiembre de 1988) es un jugador argentino de balonmano que juega de central para San Fernando Handball y la selección de balonmano de Argentina.
Compitió con Argentina en el Campeonato Mundial de Balonmano Masculino de 2015 en Catar y el de Francia 2017. Teniendo en cuenta los Juegos Panamericanos cabe mencionar que fue medallista de oro en Guadalajara 2011 y de plata en Toronto 2015.

## Palmarés internacional
| Juegos Panamericanos    | Juegos Panamericanos | Juegos Panamericanos | Juegos Panamericanos |
| Año                     | Lugar                | Medalla              |                      |
| ----------------------- | -------------------- | -------------------- | -------------------- |
| 2011                    | Guadalajara          | Medalla de oro       |                      |
| 2015                    | Toronto              | Medalla de plata     |                      |
| Campeonato Panamericano |                      |                      |                      |
| Año                     | Lugar                | Medalla              |                      |
| 2018                    | Groenlandia          | Medalla de oro       |                      |